# Neajlovu, Dâmbovița
Neajlovu (în trecut, Cacova) este un sat în comuna Morteni din județul Dâmbovița, Muntenia, România.
 Acest articol despre o localitate din județul Dâmbovița este deocamdată un ciot. Puteți ajuta Wikipedia prin completarea lui.